# Cigonca
Cigonca – wieś w Słowenii, w gminie Slovenska Bistrica. W 2018 roku liczyła 206 mieszkańców.